# Остров (роман)
«О́стров» (англ. Island) — последний роман английского писателя Олдоса Хаксли (1962). Написан в жанре социальной фантастики (фактически представляет собой утопию с элементами экотопии).

## Сюжет
Сюжета как такового в романе почти нет.
Журналист Уилл Фарнеби в результате кораблекрушения оказывается на острове Пала (вымышленном). Далее на протяжении всего остального романа жители острова рассказывают ему об особенностях социального устройства на Пале.
В основу романа легли идеи из последней главы сочинения Хаксли «Возвращение в дивный новый мир».
Чума  XX века не Чёрная Смерть, а Серая  Жизнь.

## Критика
- Шадурский, Максим Иванович. Литературная утопия от Мора до Хаксли: Проблемы жанровой поэтики и семиосферы. Обретение острова. — М., 2007. — ISBN 978-5-382-00362-7
- Апенко, Елена Михайловна. Настоящее и будущее по Олдосу Хаксли[2].
- Головачева, Ирина Владимировна. Литература и наука в творчестве Олдоса Хаксли (автореферат диссертации). — Санкт-Петербург, 2008.

## Переводы
- С. Шик, 2000 г. ISBN 5-7331-0207-1
- М. Крутикова, 1995 г. (Олдос Хаксли. Остров. Врата восприятия. Небеса и ад. Киев: София, 1995 г., ISBN 5-1701-0046-3)[3][4]